# Prinz Adalbert (Schiff, 1877)
Die Prinz Adalbert war eine Gedeckte Korvette, bzw. ab 1884 Kreuzerfregatte, der deutschen Kaiserlichen Marine, die 1877 in Stettin gebaut und 1907 in Rotterdam abgewrackt wurde. Ursprünglich nach der Schlacht von Sedan im Deutsch-Französischen Krieg Sedan getauft, wurde sie nach ihrer Fertigstellung 1878 in Prinz Adalbert umbenannt. Das Schiff war an zahlreichen Unternehmungen der deutschen Kolonialpolitik beteiligt sowie ein Instrument deutscher Kanonenbootpolitik. 1885 war sie das Flaggschiff des Ostafrikanischen Kreuzergeschwaders. Sie war das zweite und letzte Schiff der Leipzig-Klasse, zu der weiterhin noch das Typschiff Leipzig gehörte.
Nach dem Deutsch-Französischen Krieg startete die neu gegründete Kaiserliche Marine ein Expansionsprogramm zur Stärkung der Flotte. Die beiden Korvetten der Leipzig- Klasse wurden im Rahmen des Flottenplans von 1873 bestellt, der insgesamt zwanzig ungepanzerte Korvetten vorsah, von denen zwölf bereits in Betrieb oder im Bau waren. Die Schiffe sollten als Flottenaufklärer und auf ausgedehnten Einsatzfahrten in überseeischen Interessensgebieten des deutschen Kaiserreichs Dienst tun. Die Kiellegung der Prinz Adalbert war im November 1875, im Juni 1876 fand der Stapellauf statt und im August 1877 folgte die Indienststellung. Als Hauptbewaffnung verfügte das Schiff über eine Batterie von zwölf 17-cm-Ringkanonen und dazu über ein vollständiges Segelrigg, um die ebenfalls vorhandene Dampfmaschine auf langen Einsatzfahrten in Übersee zu ergänzen. Weiterhin wurden außerdem vier 35-cm-Torpedorohre installiert.
Die Prinz Adalbert unternahm während ihrer Karriere zwei Einsatzfahrten nach Übersee, die sie beide Male um den Planeten herum führten. Die erste ging von Ende 1878 bis Ende 1880 nach Ostasien. Mit an Bord befand sich Prinz Heinrich von Preußen, der Enkel des zu der Zeit amtierenden deutschen Kaisers als Teil seiner Marineausbildung. Bei der zweiten Reise von Ende 1883 bis Ende 1885 wurde die Route mehrfach geändert und die Prinz Adalbert umrundete für Einsätze in Ostasien, Südamerika und zeitweise als Flaggschiff des deutschen Kreuzergeschwaders in Ostafrika erneut den Planeten.
Nachdem die Prinz Adalbert nach Deutschland zurückgekehrt war, wurde sie in ein Schulschiff für Marinekadetten umgebaut aber bereits 1888 wegen ihres schlechten Zustands außer Dienst gestellt und bis 1907 als Hulk genutzt. Anschließend wurde sie verkauft und in Rotterdam verschrottet.

## Geschichte

### Bau und Umbenennung
Das Schiff wurde von der AG Vulcan in Stettin unter dem Vertragsnamen „A“ gebaut. Die Galionsfigur Nike schuf der Bildhauer Emil Steiner aus amerikanischem Holz. Der Stapellauf fand am 17. Juni 1876 statt und Konteradmiral Ludwig von Henk taufte das Schiff nach der Schlacht von Sedan im Deutsch-Französischen Krieg. Im folgenden Jahr wurde das Schiff im fertiggestellt und am 1. September 1877 in die Flotte aufgenommen. Anschließend wurde es zur Ausrüstung und Bewaffnung nach Kiel verlegt, wozu auch die Installation von vier Torpedorohren gehörte. Die Sedan war damit das erste große deutsche Kriegsschiff, das mit einer solchen Bewaffnung ausgestattet war.
Da befürchtet wurde, dass der Name Sedan, der an die Schlacht von Sedan im Deutsch-Französischen Krieg erinnerte, die deutsch-französischen Beziehungen belasten könnte, wurde das Schiff schon am 1. September 1878 auf Befehl der Kaiserlichen Admiralität in Prinz Adalbert umgetauft, nachdem der bisherige Namensträger, das gepanzerte Widderschiff Prinz Adalbert, außer Dienst gestellt und abgewrackt worden war. Damit war das Schiff nach Prinz Adalbert von Preußen benannt, dem Gründer der Preußischen Marine und Oberkommandierenden der Marine des Norddeutschen Bundes.

### Erste Einsatzfahrt

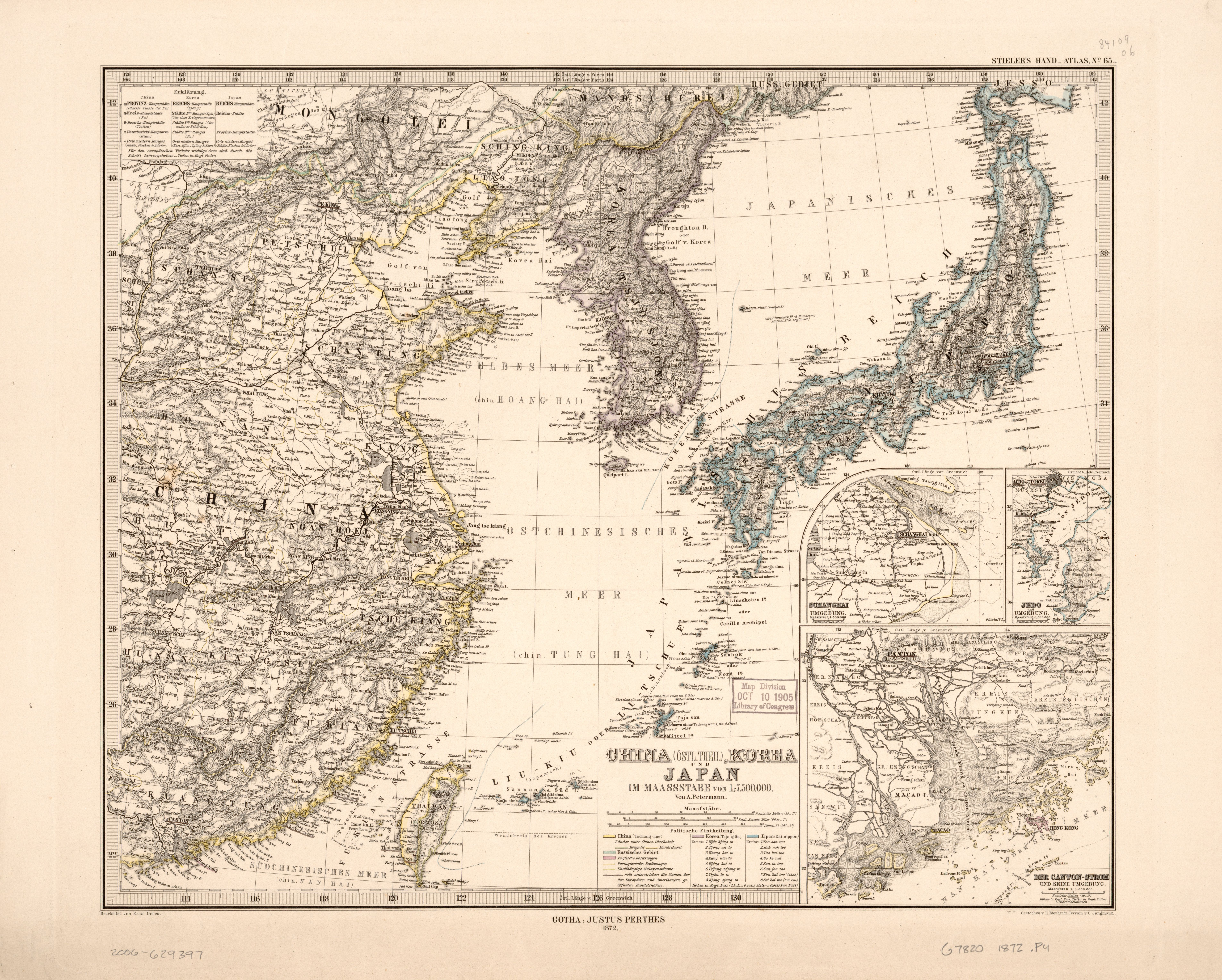
Deutsche Karte von China (östl. Teil), Korea und Japan (1872)

Die Prinz Adalbert segelte am 14. Oktober 1878 zu einer insgesamt zweijährigen Weltreise unter dem Kommando von Kapitän zur See Archibald MacLean in Kiel ab. An Bord waren neben Prinz Heinrich von Preußen, der als Seekadett Dienst tat und auch Repräsentationsdienste auf der Fahrt wahrnehmen sollte, auch Kapitänleutnant von Seckendorff, Korvettenkapitän Hans Koester und der Marinemaler Carl Saltzmann. Bei der Fahrt entlang der deutschen Küste wurde Prinz Heinrich von seinem Bruder Wilhelm, dem späteren Kaiser, an Bord begleitet.
Die Reise führte über Südamerika, die Magellanstraße und Hawaii bis Mai 1879 nach Japan, wo sich die Prinz Adalbert mit den anderen Marineschiffen Luise, Wolf und Cyclop zu einem Geschwader vereinigte, über das MacLean als rangältester Kapitän vor Ort auch das Kommando übernahm. In Ostasien wurden danach vor allem die umliegenden Hauptstädte und deren Regierungen besucht, um deutsche Interessen zu stärken. Dabei nahm Prinz Heinrich als Vertreter des Deutschen Kaisers die Repräsentationsaufgaben wahr. Im Frühjahr 1880 wurde das Geschwader nach Shanghai verlegt, wo es wegen des Konfliktes zwischen China und Japan wegen der Ryūkyū-Inseln zu Unruhen in der Bevölkerung kam. Wegen ihres hohen Tiefgangs konnte die Prinz Adalbert allerdings in der Region nicht operieren und verblieb von Mai bis Juni 1880 in Hongkong. Nach dem Eintreffen eines weiteren Schiffes, der Vineta, trat die Prinz Adalbert die Heimreise an. Stationen der Reise waren Johor, Simon’s Town sowie die Insel St. Helena, wo die Besatzung den Verbannungsort Napoleons besuchte. Am 29. September 1880 lief die Korvette wieder in die Kieler Förde ein, wo es von Kaiser Wilhelm I. und Admiral Albrecht von Stosch, dem Chef der Admiralität, begrüßt wurde. Das Schiff wurde anschließend wurde für Wartungs- und Reparaturmaßnahmen längere Zeit außer Dienst gestellt. Für die Leistungen auf der Auslandsfahrt wurde MacLean in den Rang eines Konteradmirals befördert. Auch Seckendorff, als Erster Offizier des Schiffes, wurde befördert.

Carl Saltzmann – S.M.S Prinz Adalbert

### Zweite Einsatzfahrt
Die Prinz Adalbert blieb bis 1883 außer Dienst und wurde dann für einen weiteren Auslandseinsatz reaktiviert. In den Jahren 1883 bis 1885 sollte eine weitere Weltreise durchgeführt werden. Noch vor dem Antritt der Reise erhielt das Schiff jedoch noch den Befehl, Kronprinz Friedrich aus Genua zu einem Besuch in Spanien zu transportieren. Sie verließ daraufhin Kiel am 20. Oktober. Am 19. November bestieg Friedrich das Schiff und wurde unter Begleitung der Korvette Sophie und dem alten Aviso Loreley nach Spanien eingeschifft. Bei der Überfahrt trafen schwere Stürme die Schiffe. Die Flottille kam am 24. November in spanischen Gewässern an. Bis zum 16. Dezember erfolgte die Rückreise des Prinzen nach Genua und die Prinz Adalbert setzte ihre Reise nach Ostasien fort.
Am 24. April 1884 erreichte das Schiff Singapur und ersetzte dort ihr Schwesterschiff Leipzig. Die Prinz Adalbert reiste dann nach Shanghai, wo sie mit dem Flaggschiff Stosch des deutschen Ostasiengeschwaders unter ihrem Kommandeur Carl Paschen zusammentraf. Mitte Mai brach unter den Besatzungen der deutschen Schiffe eine Fieberepidemie aus, die Paschen zwang, die Schiffe zur Behandlung der Besatzungen nach Japan zu bringen. Im Juli kehrten Prinz Adalbert und Stosch jedoch aufgrund der zunehmenden Spannungen in chinesische Gewässer zurück. Im folgenden Monat brach folgerichtig der Chinesisch-Französische Krieg aus und die Schiffe blieben bis Ende August in Shanghai. Die Prinz Adalbert ging dann nach Fuzhou, da das französische Geschwader unter Vizeadmiral Amédée-Anatole Courbet einen dortigen Angriff auf die chinesische Flotte vorbereitete und das Schiff, zusammen mit Kriegsschiffen aus dem Vereinigten Königreich und den Vereinigten Staaten, die Europäer und Amerikaner in der Stadt schützen sollte. In der folgenden Schlacht von Fuzhou besiegten die Franzosen schnell die chinesischen Streitkräfte und erlaubten der Prinz Adalbert Anfang September die Rückkehr nach Shanghai.
Kurz darauf erhielt das Schiff den Befehl, nach Deutschland zurückzukehren. Es verließ Shanghai und kam über Stationen in Japan und Papeete am 11. Januar 1885 in Callao in Peru an. Hier wurde ihre Rückreise unterbrochen, da ein Konflikt zwischen Kolumbien und Nicaragua die deutschen Interessen in Mittelamerika bedrohte und die Admiralität veranlasste, die Prinz Adalbert zum Schutz der Deutschen in der Region dorthin zu entsenden. Sie blieb zwei Monate vor Ort und segelte anschließend zunächst bis zum 21. März nach Valparaíso und nach Umrundung Kap Hoorns bis zum 7. Mai bis Montevideo. Hier wurden die Befehle erneut abgeändert. Das Schiff wurde nach Mauritius entsandt, wo, wiederum unter Paschen an Bord der Stosch, ein neues Kreuzergeschwader versammelt wurde, um dort den Abschluss von Schutzverträgen zu unterstützen. Im August 1885 traf die Prinz Adalbert, nun Teil des Ostafrikanischen Kreuzergeschwaders, in Sansibar ein. Das Geschwader wurde inzwischen von Konteradmiral Knorr geführt. Im September 1885 erhielt Paschen den Befehl, aus den Kreuzerfregatten Stosch, Prinz Adalbert und Gneisenau ein selbständiges Geschwader zu bilden und nach Westafrika zu verlegen. Da die Stosch ab Oktober reparaturbedingt ausfiel, nutze Paschen, der am 1. Oktober zum Konteradmiral befördert worden war, die Prinz Adalbert als Flaggschiff. Allerdings hatte sich die politische Lage in Westafrika inzwischen wieder beruhigt, sodass die Gneisenau nach Ostafrika zurückkehrte, während  Stosch und Prinz Adalbert Ende November von Freetown aus die Heimreise antraten. Im Verband gingen beide Schiffe nach Kap Verde, um sich dem deutschen Übungsgeschwader anzuschließen, das dort während eines Streits zwischen Deutschland und Spanien über die Karolinen gestoppt hatte. Nach dem Schiedsspruch von Papst Leo XIII. wurde der Streit beigelegt und die Prinz Adalbert konnte endlich die Rückreise nach Deutschland vollenden, bei der sie am 22. Dezember in Wilhelmshaven ankam.

### Dienst als Schulschiff
Kurz nach ihrer Rückkehr nach Wilhelmshaven wurde die Prinz Adalbert mit reduzierter Besatzung der Reserve zugeteilt. Das Schiff wurde am 8. April 1886 mit einer Besatzung aus Marinekadetten und vierjährigen Freiwilligen an Bord für diese Rolle reaktiviert. Kommandant des Schiffes war zu dieser Zeit Kapitän zur See Iwan Oldekop. Die Prinz Adalbert begann eine Reihe von kurzen Schulungsfahrten in der Ostsee, um die Besatzung mit dem Schiff vertraut zu machen und schloss sich in der Folge dem Übungsgeschwader an. Das Geschwader nahm vom 20. Juli bis 15. August an den jährlichen Flottenübungen teil und ging dann ab dem 14. Oktober von Wilhelmshaven aus auf die große Winterübungsfahrt nach Westindien. Anfang 1887 befanden sich die Schiffe im dänischen Saint Thomas. Auf dem Rückweg kollidierte die Prinz Adalbert mit dem unter Hamburger Flagge fahrenden Schoner Ellenholt und das Schiff ging nach der Rückkehr am 30. März in Wilhelmshaven zur Reparatur in die Kaiserliche Werft.
Den Trainingsplan für 1887 begann für die Prinz Adalbert am 5. Mai mit einem weiteren Kontingent von Kadetten und vierjährigen Freiwilligen erneut mit Einfahrübungen in der Ostsee. Am 3. Juni war das Schiff bei der Feier zum Baubeginn des Kaiser-Wilhelm-Kanals anwesend und nahm im August mit dem Übungsgeschwader erneut an den Flottenmanövern teil. Die Winterschulungsfahrt begann am 1. Oktober und sollte eigentlich ins Mittelmeer führen. Allerdings zwang ein Ausbruch der Cholera in Italien das Geschwader dazu, die Reise auf Kap Verde und die Kanarischen Inseln zu beschränken und am 10. April 1888 nach Wilhelmshaven zurückzukehren. Die Schulungsroutine für das weitere Jahr wurde im Juli unterbrochen, da das Schulungsgeschwader mit dem Manövergeschwader den gerade inthronisierten Kaiser Wilhelm II. zu einem Besuch in skandinavischen Häfen begleiteten, was bis zum 31. Juli abgeschlossen war. Dies war die letzte Einsatzfahrt des Schiffes.

### Letzte Dienstjahre
Durch die intensive Beanspruchung des Schiffes auf den Einsatzfahrten schied die Prinz Adalbert nach nur zehn Jahren im aktiven Dienst am 20. September aus dem Ausbildungsdienst aus. Am 6. Mai 1890 wurde sie aus dem Seeregister gestrichen und danach in ein Kasernenschiff mit Sitz in Wilhelmshaven umgewandelt. Obwohl 1901 ein Panzerkreuzer ebenfalls den Taufnamen Prinz Adalbert erhielt, wurde entgegen der üblichen Praxis das Schiff nicht mehr umgetauft.

### Verbleib
Am 7. Juni 1907 erfolgte der Verkauf zu einem Preis von 131.000 Mark. Im gleichen Jahr wurde das Schiff in Rotterdam abgewrackt. Die Galionsfigur des Schiffes ist in der Marineschule Mürwik erhalten.